# Hiromi Tsuru
Hiromi Tsuru (鶴 ひろみ, Tsuru Hiromi) (29 de março de 1960 - 16 de novembro de 2017) foi uma seiyuu veterana, de Kanagawa, sendo representada pela Aoni Production. Ela é melhor conhecida por ser a voz original dos personagens Bulma (Dragon Ball), Dokin-chan (Soreike! Anpanman), Madoka Ayukawa (Kimagure Orange Road), Miyuki Kashima (Miyuki), Ukyo Kuonji (Ranma ½), Reiko Mikami (Ghost Sweeper Mikami) e Naomi Hunter (série Metal Gear Solid).
Em 16 de novembro de 2017, foi encontrada inconsciente em um carro, em Tóquio. Foi atendida por médicos mas não conseguiu resistir após sofrer um mal súbito.

## Filmografia
- Akihabara Dennou Gumi (Hinako Hanakoganei, Petit Angel)
- Soreike! Anpanman (Dokin-chan)
- Bosco Adventure (Unicorn)
- Dragon Ball (Bulma and Kid Piccolo Jr.)
- Dragon Ball GT (Bulma e Bra (filha de Bulma e Vegeta))
- Dragon Ball Z (Bebê Trunks, Bra, e Bulma)
- Dragon Ball Kai (Bulma, Bebê Trunks e Bra)
- Dragon Ball Super (Bulma, Bra e Tights)
- Ghost Sweeper Mikami (Reiko Mikami)
- Gravitation (Mika Seguchi)
- Hikari no Densetsu (Miyako Kamijou)
- Kamikaze Kaito Jeanne (Jeanne D'Arc)
- Kimagure Orange Road (Madoka Ayukawa)
- Kinnikuman (Natsuko)
- Love Hina (Mrs. Maehara)
- Maison Ikkoku (Asuna Kujou)
- Miyuki (Miyuki Kashima)
- Ranma ½ (Ukyo Kuonji  Kaori Daikoku)
- One Piece (Shakuyaku)
- Saint Seiya (Chameleon June,Thetis de sereia )
- Samurai Champloo (Shino/Kohaku)
- Stop! Hibari-kun (Rie Kawai)
- Silent Möbius (Kiddy Phenil)
- Super Dimension Fortress Macross (Kim Kabirov)
- Trigun (Meryl Strife)
- Touch (Sachiko Nishio)
- Yu-Gi-Oh! Duel Monsters GX (Yubel)